# San Alberto
San Alberto – miasto w Kolumbii, w departamencie Cesar.